# Pinot gris
Pinot gris é uma uva rosada da família da Vitis vinifera, originária da região da Alsácia, França.
Apesar da cor escura da uva, a pinot gris é usada para produção de vinhos brancos. Gris significa cinza, em francês.
Esta variedade apresenta diferentes nomes pelo mundo:
- Pinot Grigio (Itália)
- Pinot Beurot (Vale do Loire, França)
- Ruländer (Áustria, Alemanha e Romênia)
- Grauburgunder ou Grauer burgunder (Áustria e Alemanha)
- Grauklevner (Alemanha)
- Malvoisie (Vale do Loire, França, e Suíça)

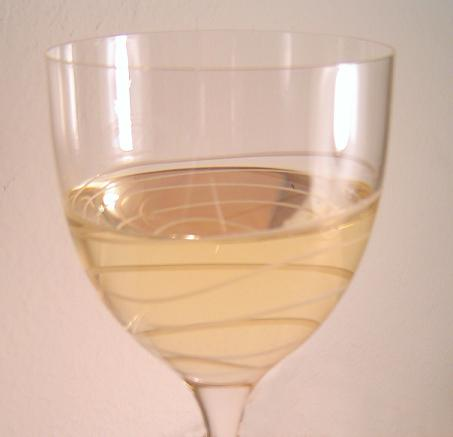
Taça de pinot gris.

- Tokay d'Alsace (Alsácia)
- Auxerrois Gris (Alsácia)
- Fromentau (Languedoc, França)
- Fromentot (França)
- Fauvet (França)
- Gris Cordelier (França)
- Grauer Mönch (Alemanha)
- Monemvasia (Grécia)
- Sivi Pinot (Croácia)
- Sivi Pinot (Eslovênia)
- Szürkebarát (Hungria)